# Bobby Dean (homme politique)
Bobby Warren Dean est un homme politique libéral-démocrate britannique qui est député de Carshalton et Wallington depuis 2024.

## Biographie
Dean est né dans l'Essex. Son père est monteur d'échafaudages et sa mère travaille comme femme de ménage. Il fréquente le Colchester Sixth Form College. Il étudie les études internationales à Goldsmiths, Université de Londres, et obtient son diplôme en 2011. Il obtient ensuite une maîtrise ès sciences (MSc) en politique publique à l'University College de Londres (UCL) en 2022,.
Dean dirige sa propre petite entreprise qui conseille des organismes de bienfaisance luttant contre la pauvreté dans le monde. Il est conseiller au conseil municipal de Sutton London pour le quartier de Wrythe.